# Alepes melanoptera
Alepes melanoptera es una especie de peces de la familia Carangidae en el orden de los Perciformes.

## Morfología
• Los machos pueden llegar alcanzar los 25 cm de longitud total.

## Distribución geográfica
Se encuentra en el Índico y en el Pacífico.